# Vantage Towers

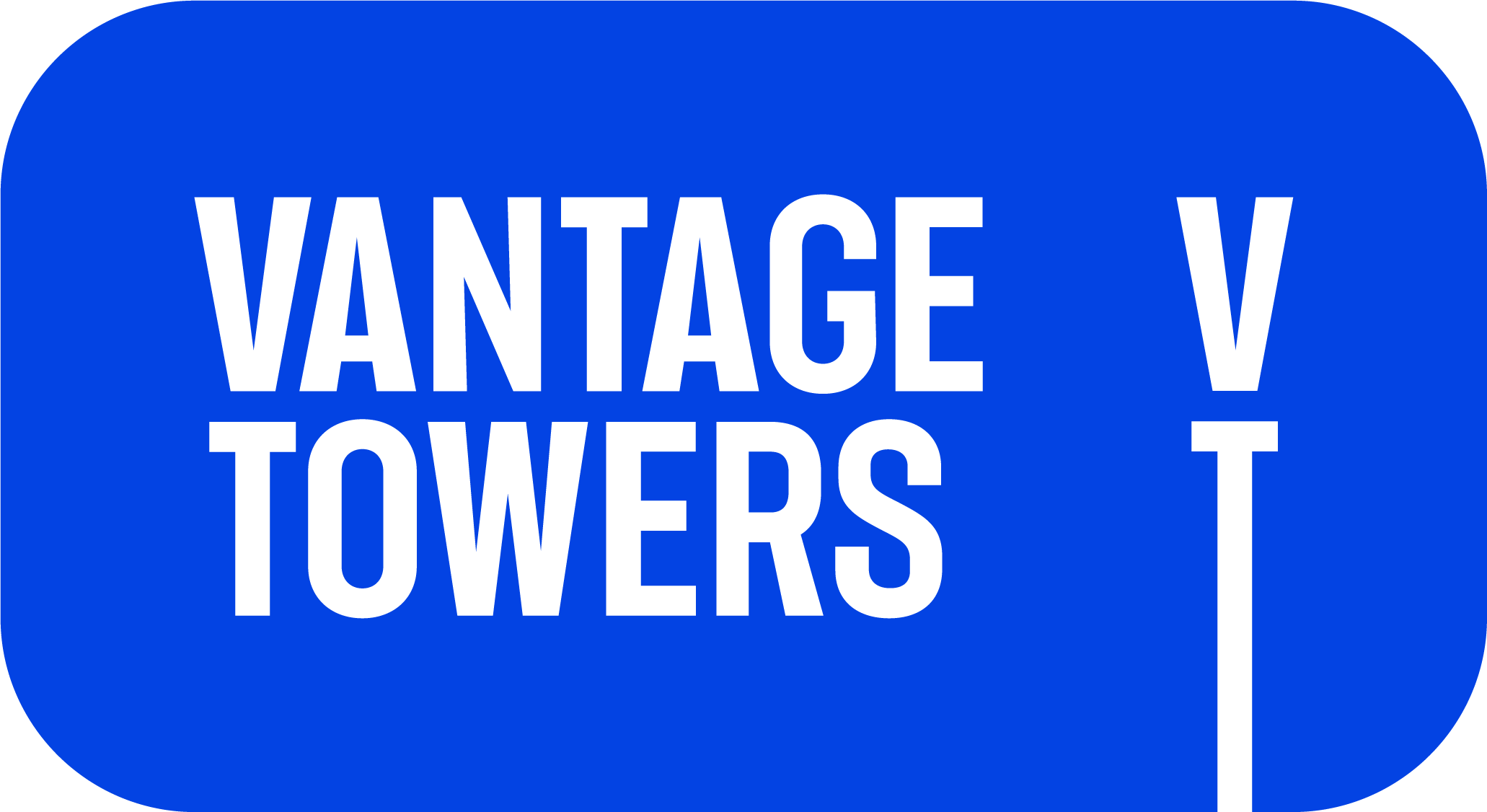
Vantage Towers

Vantage Towers AG je jedním z největších provozovatelů přenosových věží v Evropě. Společnost dokončila IPO na frankfurtské burze cenných papírů v březnu 2021. Sídlo má v Düsseldorfu a zůstává ve většinovém vlastnictví firmy, z níž se oddělila – Vodafonu.

Koncern provozuje 82 000 mobilních základnových stanic v deseti evropských zemích. V Německu má Vantage Towers podíl na trhu 29 % s přibližně 19 400 vysílači. Vantage Towers drží 33,2% podíl v italské infrastruktuře INWIT a britskou infrastrukturu Cornerstone ovládá z 50 %. Dalšími zeměmi, kde koncern působí, jsou Česká republika, Maďarsko, Rumunsko, Řecko, Španělsko, Portugalsko a Irsko. Vysílací kapacita je pronajímána telekomunikačním poskytovatelům, přičemž hlavním nájemcem je samotná skupina Vodafone. Portfolio společnosti zahrnuje věže, stožáry, střešní kryty, distribuované anténní systémy a malé články.